# デルタ線 (放射線)
デルタ線（δ線）とは、放射線を照射された原子核より放出（一次電離）された電子等が別の原子核の電子に相互作用した際に放出（二次電離）される二次電子等の電子を指す:25。また、イオン化に伴い生じた反跳粒子を指す場合もある。

## 性質

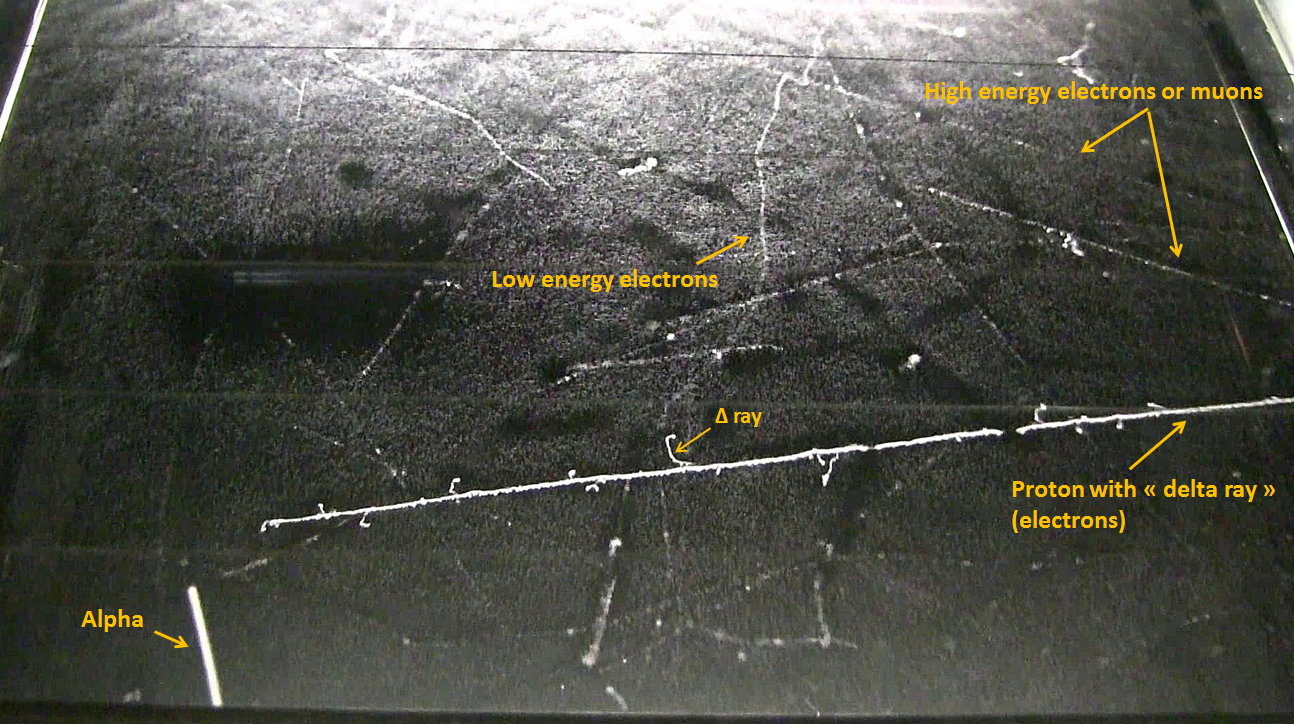
図1.：ピク・デュ・ミディ（標高 2877 m）のPhywe PJ45 霧箱（45 x 45 cm）内で撮影された画像。写真内には観測可能な4種類の粒子が示されている (陽子、電子、ミューオン (おそらく)、α粒子)。デルタ線は陽子の飛跡からの分岐として観測されている。

α粒子等の高エネルギー粒子が他の原子に影響を及ぼした際に、軌道電子が高速で放出される。この電子が他の原子を電離させ得る程のエネルギーを持つ場合、δ線と呼ばれる。δ線は、霧箱内では主軌跡からの分枝として観察される (図1,2)。これらの分岐は重い荷電粒子の軌跡の始点付近より始まるものが多く、その付近ではより多くの電子が電離している事が示唆されている。

## 粒子加速器におけるデルタ線

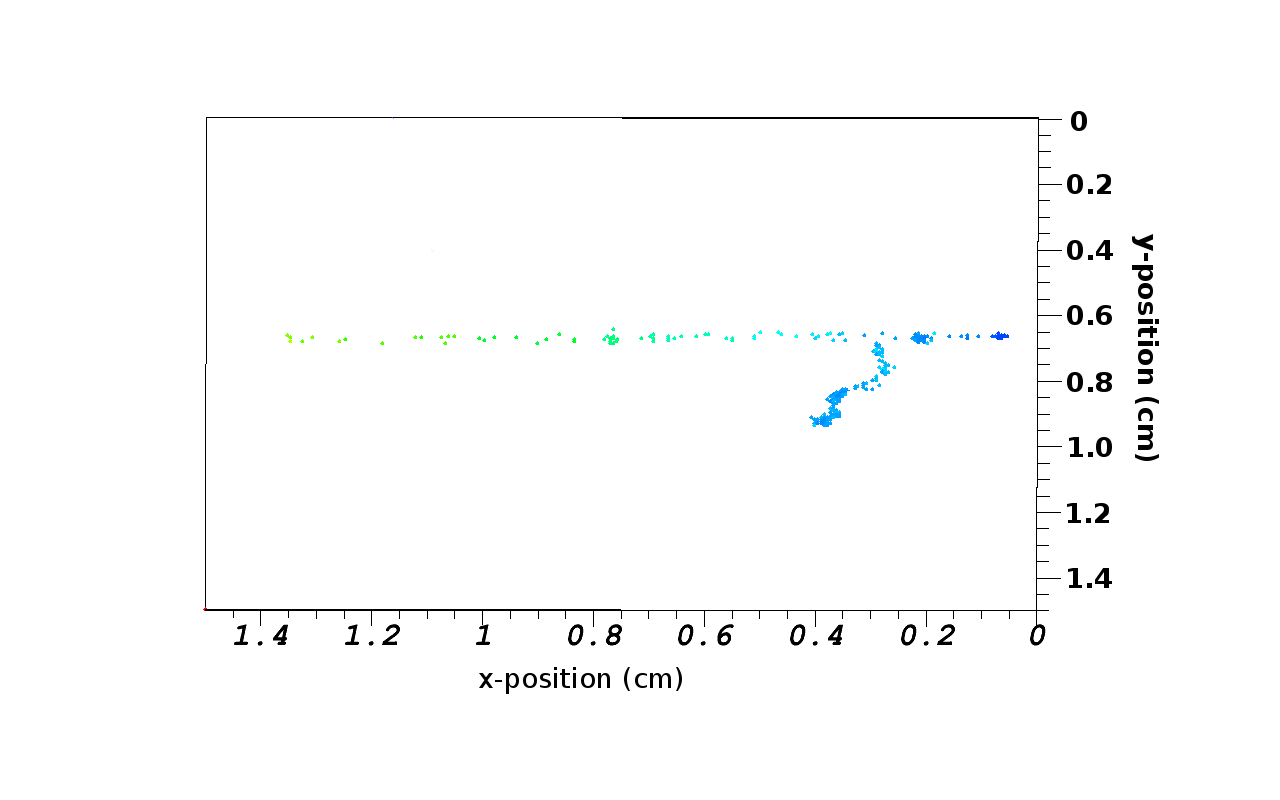
図2：CERNのSPSにあるGridPix検出器で測定された、180GeVのミューオンで打ち抜かれたデルタ電子の3次元図。色は高さを示す。

高エネルギー物理学においては、「デルタ線」はノックオン電子とも呼ばれ、粒子加速器内で特徴的な減速を示す単一の電子を指す。泡箱内では、電子は制動放射によって他の粒子よりも早くエネルギーを失い、その小さな質量と磁場により螺旋状の軌道を描く。制動放射率は電子の加速度の二乗に比例する。

## イプシロン線
イプシロン線（ε線）またはイプシロン放射は三次放射線の一種とされる。ε線は粒子線の一種であり、その本質は電子である。この用語が用いられることは稀である。